# Гостинские горы (организация)
«Гостинские горы» (чеш. Hory Hostýnské) — чехословацкая антикоммунистическая подпольная организация 1948—1951. Вела активную антиправительственную деятельность, совершала вооружённые нападения на активистов КПЧ, функционеров госаппарата и силовых структур. Ликвидирована органами госбезопасности, лидеры казнены, активисты приговорены к длительным срокам заключения. После падения коммунистического режима ЧССР сопротивление 1948—1989 годов признано в Чехии законным и достойным уважения.

## Создание, участники, цели
Антикоммунистическая подпольная организация в деревне Райноховице была создана 26 июня 1948. Деревня расположена в районе Кромержиж Злинского края. Эту холмистую местность называют Hory Hostýnské — Гостинские горы.
Инициатором создания выступил 55-летний Йозеф Чуба — бывший рабочий лесопилки, ветеран Первой мировой войны, профсоюзный организатор, активист Чехословацкой народной партии и Чешской национально-социальной партии. После 1945 Йозеф Чуба состоял в местной администрации (Национальном комитете) и занимался летописью истории Райноховице.
Авторитетного в деревне Чубу поддержали молодые односельчане — продавец деревенского магазина Ладислав Смекал, лесник Антонин Кохут, портной Ярослав Райнох. Первоначально организация получила название ČSRK — Hory Hostýnské. Аббревиатура сложилась из первых буква фамилий четырёх организаторов: Čuba, Smékal, Rajnoch, Kohout. Впоследствии употреблялась лишь вторая часть: «Гостинские горы».
К основателям примкнули кузнец Алоис Коварж, плотник Франтишек Мичка, лесник Йозеф Ухларж, железнодорожник Франтишек Мотала, земледельцы Алоис Долежал, Методей Чех, Бедржих Перутка, Зденек Шмора, Ян Шинделка, Алоис Хрушка (ранее член Чешской социал-демократической партии), рабочие лесопилки Антонин Жидек и Карел Вичан.
Особое место занимали в организации люди с военным опытом: бывший партизан Ян Стахала, бывший военный разведчик Властимил Янечка, бывший пограничник Зигмунд Бакала, бывший боец Корпуса национальной безопасности (КНБ) Владимир Райнох (брат Ярослава). После февральских событий 1948 года Владимир Райнох некоторое время состоял в правящей Компартии Чехословакии (КПЧ), но был исключён за неуплату взносов. Впоследствии он говорил, что на службе пребывал под влиянием офицеров старой жандармерии, которые при коммунистической власти заняли командные посты в КНБ. В 1949 его братья Ярослав и Франтишек были арестованы органами госбезопасности. После этого он оставил службу и присоединился к вооружённому подполью.
Членом КПЧ в 1945—1946 годах был и Cигмунд Бакала, участник антинацистского Сопротивления. После погранслужбы он был переведён конвойным в лагерь интернирования судетских немцев. Противником режима крестьянин-католик Бакала стал из-за коллективизации и преследований церкви.
Ближайшим помощником Йозефа Чубы стал резчик по камню Милослав Поспишил. Он участвовал в антинацистском сопротивлении, воевал в партизанской бригаде, был переводчиком в советской армии. Потом завёл собственный бизнес по обработке камня. После февральского переворота власти аннулировали его лицензию. Поспишил попытался эмигрировать, был арестован, два месяца провёл в тюрьме. Вскоре у него было обнаружено спрятанное с войны оружие, грозил длительный срок. Тогда вместе с двумя друзьями — Ладисловом Палой и Властимилом Перуткой — Милослав Поспишил ушёл в подполье.
Первоначальное финансирование и продовольственное снабжение организации поступало от торговца из Кельце Йозефа Юкла, знакомого Йозефа Чубы. Оружие некоторые члены организации скрывали со времён войны или армейской службы. Капелланом являлся священник из Кельце Франтишек Микулка.
Все члены организации были решительными противниками режима, установленного в Чехословакии после февральского переворота 1948, протестовали против диктатуры КПЧ и принудительной коллективизации. Они были привержены идеям Томаша Масарика и демократическому строю межвоенной Чехословакии. Идеолог и стратег группы Йозеф Чуба считал, что политические перемены и восстановление демократии в Чехословакии наступят в результате новой большой войны (международная обстановка рубежа 1940—1950-х давала основания для такого прогноза). Значительную роль в грядущих событиях Чуба отводил чехословацкой политэмиграции. Перед своей группой он ставил задачи: создать разветвлённую подпольную сеть, способную действовать при начале войны, заготовить оружие, провести «предварительные» атаки на представителей власти.

## Действия

### Первый этап (лето 1948 — лето 1949): пропаганда и нападения
Первой акцией группы стало распространение листовок в поддержку Эдуарда Бенеша и Яна Масарика. Но уже в сентябре 1948 года «Гостинские горы» перешли к вооружённым нападениям. 8 сентября активисты обстреляли функционера КПЧ Фойтичека, 14 сентября — местного администратора Грыгора. Далее последовали нападения на государственные объекты — в частности, грабежи магазинов, в ходе одного из которых был убит Алоис Коварж.
Хотя Фойтичек и Грыгор остались живы, акции «Гостинских гор» вызвали реальный страх в партийно-государственном аппарате. Подразделения КНБ тщательно прочёсывали местность. Характерно, что органы госбезопасности поначалу предполагали, будто нападения на коммунистов совершили не чешские оппозиционеры, а украинские повстанцы — искали в основном бандеровцев. Вскоре эта ошибка была понята.
Особую тревогу властей вызывали явные симпатии к подпольщикам со стороны «реакционно настроенного» населения. Партийная пропаганда характеризовала «Гостинские горы» как «банду разбойников и грабителей». Расследование и подавление группировки было поручено управления Службы госбезопасности StB в Угерске-Градиште. Оперативно-следственную группу возглавили видные функционеры госбезопасности — Алоис Гребеничек, Людвик Главачка, Антонин Прокеш, Франтишек Еж, Леопольд Ловецкий. Весной 1949 по Кромержижу прокатилась волна обысков, задержаний и допросов.

### Второй этап (весна 1949 — лето 1950): уход в нелегалы
С апреля 1949 года члены «Гостинских гор» начали переходить на нелегальное положение. Была создана сеть бункеров и укрытий. Изменилась и структура организации. Йозеф Чуба, оставаясь политическим лидером и идеологом, передал оперативное командование опытным военным — Властимилу Янечке и Яну Стахале. Фактическим заместителем Чубы и Янечки стал Милослав Поспишил. В активе организации выдвинулся Франтишек Мотала.
Тогда же «Гостинские горы» установили связь и скоординировали акции с другой подпольной группой — Troják, возглавляемой бывшим антинацистским партизаном Рудольфом Сахером. Совместными усилиями удалось организовать радиостанцию и начать радиопропаганду. Однако до конца года Troják был ликвидирован госбезопасностью.
Осенью 1949 года «Гостинские горы» активизировали листовочную пропаганду в районе. Вскоре в Кельце был арестован священник Микулка. Янечка и Поспишил разработали план его освобождения. Для этого потребовался выход на кельцеского администратора-коммуниста Ярослава Оченашека — дабы провести операцию «втёмную». Однако Оченашек распознал игру с помощью сотрудника почтового ведомства Яна Валичека — легендированного агента госбезопасности. На встрече 13 сентября 1949 года Поспишил — в свою очередь, осознав происходящее — застрелил агента Валичека.
StB арестовала члена организации Зденека Шмору и определёнными методами сумела «разговорить» его на допросах. В результате 15 октября были обнаружены и арестованы Йозеф Чуба, Антонин Кохут, Йозеф Юкл, Йозеф Ухларж, братья Ярослав и Франтишек Райнохи. Владимир Райнох сумел бежать из-под ареста. Два месяца спустя в руках госбезопасности оказались Франтишек Мичка, Антонин Жидек, Алоис Хрушка.
Оставшиеся на воле члены «Гостинских гор» разделились на два автономных подразделения. Первое возглавили Янечка и Мотала, второе — Поспишил и Райнох. Теперь задача состояла в том, чтобы прорваться из Чехословакии на Запад. Но при этом планировалось продолжение вооружённой борьбы с режимом КПЧ. В бункере близ селения Тесак было проведено общее собрание, дана клятва и принята присяга: «Клянусь бесстрашно бороться против коммунистического террора, никогда не изменять и повиноваться моему командиру». Под руководством Янечки, Поспишила и Райноха был сформирован немногочисленный, но мотивированный и дисциплинированный повстанческий отряд.

### Третий этап (лето 1950 — весна 1951): попытка прорыва
Летом 1950 в район были стянуты крупные силы StB и КНБ. 19 августа произошло боестолкновение близ селения Тесак. Ему предшествовала сложная операция StB, организовавшей ловушку: боевиков заманили на встречу с якобы единомышленником.
Отряд КНБ под командованием Карела Говезака и Франтишека Мартинека попытался захватить в плен или уничтожить боевиков «Гостинских гор». В перестрелке погиб Властимил Янечка, но повстанцы сумели уйти. Был убит старший сержант КНБ Винценц Шимчак. Обстоятельства его гибели неясны, с большой вероятностью она произошла от «дружественного огня», но официально в этом был обвинён Поспишил. Тем временем несколько арестов были произведены в Градчанах — в частности, оказался в тюрьме и погиб один из основателей «Гостинских гор» Ладислав Смекал. Затем были арестованы Сигмунд Бакала и Методей Чех.
Единоличное руководство перешло к Милославу Поспишилу. Его ближайшими помощниками стали Владимир Райнох и Ладислав Пала. Активисты скрывались в различных сёлах Злинского края. Был разработан план побега в ФРГ через Чешский Лес. Однако госбезопасность интенсивно проводила завершающие ликвидационные мероприятия. Ход этой операции контролировал заместитель министра национальной безопасности Карел Шваб (он, однако, был арестован раньше завершения операции и впоследствии повешен в порядке партиной чистки).
3 февраля 1951 Милослав Поспишил был захвачен агентами StB. 20 февраля та же участь постигла Владимира Райноха. Последним на воле оставался Франтишек Мотала. Опергруппа StB под руководством Божены Шлехтовой обнаружила его в доме жены — соседки Йозефа Чубы. Мотала отстреливался, затем, не желая попасть в руки врага, выстрелил в себя. Это произошло 27 мая 1951 года — на следующий день после завершения судебного процесса над членами организации «Гостинские горы».

## Суд и приговоры
Суд проходил в большом кинотеатре Злина, который тогда назывался Готвальдов. Активисты «Гостинских гор» обвинялись в антигосударственной деятельности, терроризме, убийствах и грабежах (первоначальное обвинение также в шпионаже пришлось снять — за полным отсутствием даже самых косвенных признаков такого рода).
Перед судом предстали 23 человека. Главными обвиняемыми являлись Йозеф Чуба, Милослав Поспишил, Владимир Райнох, Ярослав Райнох, Антонин Кохут, Йозеф Юкл, Ян Стахала, Ладислав Пала. Характерна градация политических обвинений: Чуба характеризовался как «реакционер»; Юкл — как «буржуа»; Поспишил, братья Райнохи, Янечка, Мотала (последние двое посмертно) — как «бандиты»; Кохут, Стахала — как «прислужники врага» и т. д. При этом в обвинении говорилось об их принадлежности к кругу Томаша Бати, что являлось явной несообразностью — никто из подсудимых не имел никакого отношения к крупному капиталу.
Формально-юридически наибольшее количество тяжких обвинений предъявлялось Поспишилу, братьям Райнохам, Пале, Бакале и Чеху. Им вменялась не только антигосударственная деятельность (как всем подсудимым), но также убийства, грабежи, вымогательства.
Йозеф Чуба, Милослав Поспишил, Владимир Райнох, Сигмунд Бакала были приговорены к смертной казни и повешены 4 сентября 1951. Методей Чех и Ладислав Пала получили пожизненное заключение, Йозеф Юкл — 25 лет тюрьмы, Ян Стахала — 24 года, Антонин Кохут — 20 лет, Ярослав Райнох — 18 лет, Йозеф Ухларж — 15 лет, Зденек Шмора — 8 лет, другие обвиняемые — от 4 до 25 лет.

## Реабилитация
Вопрос о реабилитации членов организации «Гостинские горы» впервые был поднят в 1968, во время Пражской весны. Однако происшедшие с августа политические изменения сняли этот вопрос.
В современной Чехии, согласно действующему законодательству — Закон 119/1990 — режим 1948—1989 считается преступным, а сопротивление ему — законным и достойным уважения. Участники вооружённой борьбы с КПЧ приравниваются к ветеранам войны за независимость. Эти положения распространяются на членов организации «Гостинские горы». Приговоры 1951 года отменены.